# Helen Milner
Helen Milner is een politicoloog die uitgebreid heeft geschreven over zaken in de internationale politieke economie zoals internationale handel, de verbanden tussen binnenlandse politiek en buitenlands beleid, globalisering, regionalisme en de relatie tussen democratie en handelsbeleid.

## Carrière
Milner studeerde af in internationale betrekkingen aan Stanford University in 1980 en kreeg haar PhD in politicologie van Harvard University in 1986. Sinds 2004 is ze B.C. Forbes Professor in Politiek en Internationale Betrekkingen aan Princeton University en directeur van het Centrum voor Globalisering en Bestuur aan Princetons Woodrow Wilson School. Ze is momenteel ook het hoofd van de politicologiefaculteit. Sinds 1986 is ze ook professor aan Columbia University en tussen 2001 en 2004 was ze daar James C. Shotwell Professor in Internationale Betrekkingen.
Op het moment doet Milner onderzoek naar vraagstukken gerelateerd aan globalisering en ontwikkeling, zoals de politieke economie van ontwikkelingshulp, de digital divide en de wereldwijde verspreiding van het internet, en de relatie tussen globalisering en milieubeleid.

## Boeken
- The International Library of Writings on the New Global Economy. Algemeen editor van een serie. London: Edward Elgar, 2002/3.
- Political Science: The State of the Discipline III. Coedited met Ira Katznelson. NY: Norton. 2002.
- Interests, Institutions and Information: Domestic Politics and International Relations. Princeton University Press, 1997.
- The Political Economy of Economic Regionalism. Coedited met Edward Mansfield. NY: Columbia University Press, 1997.
- Internationalization and Domestic Politics. Coedited met Robert Keohane. NY: Cambridge University Press, 1996.
- The Library of International Political Economy. Algemeen editor van een serie. London: Edward Elgar, 1993.
- East-West Trade and the Atlantic Alliance. Coedited met David Baldwin. NY: St. Martin's Press, 1990.
- The Political Economy of National Security: An Annotated Bibliography. Coedited with David Baldwin. Boulder, CO: Westview Press, 1989.
- Resisting Protectionism: Global Industries and the Politics of International Trade, Princeton, NJ: Princeton University Press, 1988.